# Jonathan Clauss
Jonathan Florent Clauss (nascut el 25 de setembre de 1992) és un futbolista professional francès que juga com a lateral dret al club de la Ligue 1 OGC Nice i a la selecció francesa.
Clauss formar part de la selecció de França a la UEFA Euro 2024.

## Primers anys
Jonathan Florent Clauss va néixer el 25 de setembre de 1992 a Estrasburg, Alsàcia.

## Carrera de club

### Carrera inicial
Un producte acadèmic a llarg termini d'Estrasburg, Clauss va passar anys a les divisions inferiors de França i Alemanya abans de signar un contracte amb el  Quevilly-Rouen a la Ligue 2 per a la temporada 2017-18. Va fer el seu debut com a professional amb el club en una derrota per 3-2 davant el Châteauroux el 8 de setembre de 2017, en la qual va assistir a un dels gols del seu equip.

### Arminia Bielefeld
L'agost de 2018, com a agent lliure Clauss es va unir a l'Arminia Bielefeld de la 2. Bundesliga després de provar amb l'equip.

### Lens
El maig de 2020, L'Équipe va informar que Clauss deixaria el Bielefeld un cop expirés el seu contracte a l'estiu i tornaria a França després d'haver acordat un contracte de tres anys amb el Lens, que tot just acabava d'ascendir a la Ligue 1. Als 28 anys, va fer la primera aparició de primer nivell de la seva carrera. Al final de la temporada 2020-21, va ser inclòs a l' Equip de l'any de la Ligue 1 per la Union Nationale des Footballeurs Professionnels (UNFP).

### Marsella
El 20 de juliol de 2022, Clauss va signar amb l'Olympique de Marsella de la Ligue 1. La quota de transferència a pagar al Lens era de 9 milions d'euros.

### Niça
El 25 de juliol de 2024, Clauss va fitxar per l'Olympique Gymnaste Club de Nice-Côte d'Azur per 5 milions d'euros més 1 milió d'euros en bonificacions potencials.

## Carrera internacional
El març de 2022, als 29 anys, Clauss va rebre la seva primera convocatòria a la selecció francesa quan l'entrenador Didier Deschamps el va seleccionar per als partits amistosos contra Costa d'Ivori i Sud-àfrica. Va debutar el 25 de març en una victòria per 2-1 sobre l'anterior equip.
El 18 de novembre de 2023, Clauss va marcar el seu primer gol amb França en una victòria per 14-0 contra Gibraltar, la victòria més gran de la història del país.

## Palmarès
Arminia Bielefeld
- 2. Bundesliga: 2019-20

Individual
- Equip de l'any de la Lliga 1 : 2020-21,[7] 2021-22[13]